# 歐洲單一市場
歐洲單一市場、內部市場或共同市場概念特指在欧盟内部，商品、服务、人员和资本可以自由流动，实现像在国家内部一样的单一市场，為1957年《罗马条约》创立欧共体的主要目标之一，當時參與簽署及創立欧洲共同体的國家包括法国、意大利、比利时、荷兰、卢森堡和西德。單一市場包括歐盟的27個成員國，並已通過雙邊條約，冰島、挪威和列支敦士登，這三國和瑞士四國組成了「歐洲自由貿易區」（EFTA）。土耳其通過關稅同盟的成員資格獲得貨物的自由流通。

## 發展
1987年2月15日欧洲共同体委员会通過“单一法案：建立欧洲的新边界”的行动计划，其目標為建立单一市场。1987年7月1日欧洲共同体12个成员国经欧共体议会批准《单一法案》。1992年12月31日，1985年白皮书要求完成282项立法已经完成95%。除了有关公司法、税法和知识产权法的18項法律之外，1993年1月1日264項法律开始生效，奠定了单一市场的建立基础。學者方福前總結認為1992年标志欧洲单一市场的形成，是世界上最大的边境自由的内部市场，涵盖12个国家及3. 64亿人口。《羅馬條約》所提出的「四大自由」，即人員、商品、資金與服務的自由流動，並在此基礎上，提出以「四大自由」為前提的單一歐洲市場計劃。歐盟－土耳其關稅同盟於1996年1月生效。在關稅同盟下，土耳其和歐盟對彼此大部分製成品的關稅、其他附加費以及進口配額均已取消。土耳其還採用歐盟對來自第三國或地區的進口產品實施的共同對外關稅。因此，從歐盟及土耳其以外地區進口的產品，只要在進口國辦妥進口手續，並繳納關稅或相應的收費，便可在歐盟及土耳其境內自由移動。2013年1月1日歐盟即將迎來單一市場設立20周年之際，歐盟委員會通過了名為《單一市場法案二期》的議案供立法機構審批。《單一市場法案二期》將提出12項優先行動方案，主要集中於4大增長領域：內部網路、人員及商業跨境流動、數字經濟、加強凝聚力和消費者保護。